# Heribert van Troyes
Heribert van Troyes, bijgenaamd de Jongere, (circa 950 - 28 januari 995) was van 966 tot aan zijn dood graaf van Troyes en Meaux. Hij behoorde tot de Herbertijnen-dynastie.

## Levensloop
Heribert was de zoon van graaf Robert I van Meaux uit diens huwelijk met Adelheid van Bourgondië, dochter van Giselbert van Chalon, hertog van Bourgondië. Na de dood van zijn vader in 966 werd hij graaf van Meaux en Troyes. In 984 erfde hij tevens de landerijen van zijn oom Herbert III, graaf van Omois.
Als partijganger van de West-Frankische koning Lotharius nam hij deel aan diens veldtochten in Opper-Lotharingen en nam hij van 985 tot 987 eveneens de bewaking op zich van de gevangengenomen graaf Godfried van Verdun, die na de troonsbestijging van Hugo Capet weer werd vrijgelaten. Bij de verkiezing van Hugo Capet had hij net als onder andere zij neef Odo I van Blois partij gekozen voor diens tegenkandidaat Karel van Neder-Lotharingen.
De naam en afkomst van Heriberts echtgenote zijn niet overgeleverd, wel is bekend dat ze sinds 959 getrouwd waren en dat ze een zoon Stefanus I (overleden in 1021) hadden, die zijn gestorven vader in 995 opvolgde als graaf van Troyes en Meaux.